# Liste von Schulen der Sekundarstufe I im Saarland
Auflistung der Schulen der Sekundarstufe I (Gymnasium, Erweiterte Realschule, Realschule, Gesamtschule, Gemeinschaftsschule, Lyzeum) im Saarland.

## Landkreis Merzig-Wadern
| Name                                                  | Ort            | Schülerzahl |
| ----------------------------------------------------- | -------------- | ----------- |
| Friedrich-Bernhard-Karcher-Schule Beckingen           | Beckingen      |             |
| Peter-Dewes-Gemeinnschaftsschule Losheim am See       | Losheim am See | 816         |
| Christian-Kretzschmar-Schule                          | Merzig         |             |
| Peter-Wust-Gymnasium                                  | Merzig         | 1.000       |
| Gymnasium am Stefansberg                              | Merzig         | 1.050       |
| Berufliches Gymnasium Merzig                          | Merzig         |             |
| BBZ Merzig                                            | Merzig         |             |
| Gemeinschaftsschule/Gesamtschule Mettlach-Orscholz    | Mettlach       |             |
| Gemeinschaftsschule/Erweiterte Realschule Perl        | Perl           |             |
| Deutsch-Luxemburgisches Schengen-Lyzeum Perl          | Perl           |             |
| Gemeinschaftsschule/Erweiterte Realschule Wadern      | Wadern         |             |
| Hochwald-Gymnasium Wadern                             | Wadern         | 1.050       |
| Gemeinschaftsschule/Erweiterte Realschule Weiskirchen | Weiskirchen    |             |

## Landkreis Neunkirchen
| Name                                                               | Ort                | Schülerzahl         |
| ------------------------------------------------------------------ | ------------------ | ------------------- |
| Gemeinschaftsschule/Erweiterte Realschule Eppelborn                | Eppelborn          | ca. 500             |
| Gemeinschaftsschule/Erweiterte Realschule Illingen                 | Illingen           | ca. 690             |
| Illtal-Gymnasium                                                   | Illingen           | ca. 1.000           |
| Gemeinschaftsschule/Erweiterte Realschule Merchweiler              | Merchweiler        | ca. 380             |
| Maximilian-Kolbe-Schule                                            | Neunkirchen        |                     |
| Gemeinschaftsschule/Erweiterte Realschule Neunkirchen-Stadtmitte   | Neunkirchen        |                     |
| Gemeinschaftsschule/Erweiterte Realschule Neunkirchen-Wellesweiler | Neunkirchen        |                     |
| Gemeinschaftsschule/Gesamtschule Neunkirchen                       | Neunkirchen        |                     |
| Gymnasium am Steinwald                                             | Neunkirchen        | 773 (Dez. 2011)     |
| Gymnasium am Krebsberg                                             | Neunkirchen        | 890                 |
| Gemeinschaftsschule/Erweiterte Realschule Ottweiler                | Ottweiler          |                     |
| Gymnasium Ottweiler                                                | Ottweiler          | ca. 640 (Jan. 2024) |
| Gesamtschule Schiffweiler – Mühlbachschule                         | Schiffweiler       |                     |
| Gemeinschaftsschule/Erweiterte Realschule Spiesen-Elversberg       | Spiesen-Elversberg |                     |

## Regionalverband Saarbrücken
| Name                                                                | Ort               | Schülerzahl |
| ------------------------------------------------------------------- | ----------------- | ----------- |
| Gemeinschaftsschule/Erweiterte Realschule Friedrichsthal            | Friedrichsthal    |             |
| Gemeinschaftsschule/Erweiterte Realschule Großrosseln               | Großrosseln       |             |
| Gemeinschaftsschule/Erweiterte Realschule Heusweiler                | Heusweiler        |             |
| Gemeinschaftsschule/Erweiterte Realschule Kleinblittersdorf         | Kleinblittersdorf |             |
| Gemeinschaftsschule/Erweiterte Realschule Püttlingen                | Püttlingen        |             |
| Gemeinschaftsschule/Erweiterte Realschule Quierschied               | Quierschied       | 375         |
| Gemeinschaftsschule/Gesamtschule Riegelsberg                        | Riegelsberg       |             |
| Willi-Graf-Realschule, katholische Privatschule                     | Saarbrücken       | ca. 740     |
| Gemeinschaftsschule/Erweiterte Realschule Saarbrücken-Bruchwiese    | Saarbrücken       |             |
| Gemeinschaftsschule/Erweiterte Realschule in Abendform              | Saarbrücken       |             |
| Gemeinschaftsschule/Erweiterte Realschule Saarbrücken-Ludwigspark   | Saarbrücken       |             |
| Gemeinschaftsschule/Erweiterte Realschule Saarbrücken-Klarenthal    | Saarbrücken       |             |
| Gemeinschaftsschule/Erweiterte Realschule Saarbrücken-Güdingen      | Saarbrücken       |             |
| Gemeinschaftsschule/Erweiterte Realschule Herz Jesu                 | Fechingen         |             |
| Gemeinschaftsschule/Gesamtschule Saarbrücken-Bellevue               | Saarbrücken       |             |
| Gemeinschaftsschule/Gesamtschule Saarbrücken-Ludwigspark            | Saarbrücken       |             |
| Gemeinschaftsschule/Gesamtschule Saarbrücken-Rastbachtal            | Saarbrücken       | 1.122       |
| Gemeinschaftsschule/Gesamtschule Sulzbachtal                        | Saarbrücken       |             |
| Ludwigsgymnasium Saarbrücken                                        | Saarbrücken       | 936         |
| Gymnasium am Rotenbühl                                              | Saarbrücken       | ca. 1.300   |
| Deutsch-Französisches Gymnasium                                     | Saarbrücken       | ca. 1.000   |
| Willi-Graf-Gymnasium, katholische Privatschule                      | Saarbrücken       |             |
| Gymnasium am Schloss                                                | Saarbrücken       | ca. 700     |
| Marienschule, katholische Privatschule                              | Saarbrücken       |             |
| Otto Hahn Gymnasium Saarbrücken                                     | Saarbrücken       |             |
| Abendgymnasium Saarbrücken                                          | Saarbrücken       |             |
| Saarland-Kolleg                                                     | Saarbrücken       |             |
| Wirtschaftswissenschaftliches Gymnasium                             | Saarbrücken       |             |
| Wirtschaftsgymnasium                                                | Saarbrücken       |             |
| Gemeinschaftsschule/Erweiterte Realschule Sulzbach                  | Sulzbach          |             |
| Theodor-Heuss-Gymnasium                                             | Sulzbach          |             |
| Gemeinschaftsschule/Erweiterte Realschule am Sonnenhügel Völklingen | Völklingen        |             |
| Gemeinschaftsschule/Erweiterte Realschule Völklingen                | Völklingen        |             |
| Graf-Ludwig-Gesamtschule Völklingen-Ludweiler                       | Völklingen        |             |
| Marie-Luise-Kaschnitz-Gymnasium                                     | Völklingen        |             |
| Albert-Einstein-Gymnasium                                           | Völklingen        |             |
| Warndt-Gymnasium                                                    | Völklingen        | ca. 600     |
| Technisches Gymnasium Völklingen                                    | Völklingen        |             |

## Landkreis Saarlouis
| Name                                                          | Ort                 | Schülerzahl |
| ------------------------------------------------------------- | ------------------- | ----------- |
| Gemeinschaftsschule/Erweiterte Realschule Bous/Ensdorf        | Bous                |             |
| Gemeinschaftsschule/Erweiterte Realschule Dillingen           | Dillingen           |             |
| Gemeinschaftsschule/Erweiterte Realschule in Abendform        | Dillingen           |             |
| Integrierte Gemeinschaftsschule/Gesamtschule Dillingen        | Dillingen           |             |
| Albert-Schweitzer-Gymnasium                                   | Dillingen           | ca. 1.450   |
| Technisch-Wissenschaftliches Gymnasium                        | Dillingen           |             |
| Gemeinschaftsschule/Erweiterte Realschule Lebach              | Lebach              | ca. 500     |
| Nikolaus-Groß-Schule                                          | Lebach              |             |
| Geschwister-Scholl-Gymnasium                                  | Lebach              | ca. 1.000   |
| Johannes-Kepler-Gymnasium                                     | Lebach              | ca. 720     |
| Gemeinschaftsschule/Erweiterte Realschule Nalbach             | Nalbach             |             |
| Gemeinschaftsschule/Erweiterte Realschule Rehlingen-Siersburg | Rehlingen-Siersburg |             |
| Gemeinschaftsschule/Erweiterte Realschule Saarlouis I         | Saarlouis           |             |
| Gemeinschaftsschule/Erweiterte Realschule Saarlouis II        | Saarlouis           |             |
| Gymnasium am Stadtgarten                                      | Saarlouis           | ca. 1.200   |
| Robert-Schuman-Gymnasium Saarlouis                            | Saarlouis           | ca. 1.050   |
| Max-Planck-Gymnasium                                          | Saarlouis           | ca. 1.300   |
| Gemeinschaftsschule/Erweiterte Realschule Saarwellingen       | Saarwellingen       |             |
| Gemeinschaftsschule/Erweiterte Realschule Schmelz             | Schmelz             |             |
| Gemeinschaftsschule/Erweiterte Realschule Schwalbach          | Schwalbach          |             |
| Gemeinschaftsschule/Erweiterte Realschule Überherrn           | Überherrn           |             |
| Gemeinschaftsschule/Gesamtschule Wadgassen                    | Wadgassen           |             |
| Gemeinschaftsschule/Erweiterte Realschule Wallerfangen        | Wallerfangen        |             |

## Saarpfalz-Kreis
| Name                                                           | Ort           | Schülerzahl |
| -------------------------------------------------------------- | ------------- | ----------- |
| Gemeinschaftsschule/Gesamtschule Bexbach                       | Bexbach       |             |
| Gemeinschaftsschule/Erweiterte Realschule Blieskastel          | Blieskastel   |             |
| Von-der-Leyen-Gymnasium Blieskastel                            | Blieskastel   |             |
| Gemeinschaftsschule/Gesamtschule Gersheim                      | Gersheim      |             |
| Gemeinschaftsschule/Erweiterte Realschule Homburg I            | Homburg       |             |
| Gemeinschaftsschule/Erweiterte Realschule Homburg II           | Homburg       |             |
| Gymnasium Johanneum, katholische Privatschule                  | Homburg       | ca. 1.000   |
| Christian von Mannlich-Gymnasium                               | Homburg       | ca. 640     |
| Saarpfalz-Gymnasium                                            | Homburg       | ca. 850     |
| Gemeinschaftsschule/Erweiterte Realschule Kirkel               | Kirkel        |             |
| Gemeinschaftsschule/Erweiterte Realschule Mandelbachtal        | Mandelbachtal |             |
| Albertus-Magnus-Realschule, katholische Privatschule           | St. Ingbert   |             |
| Gemeinschaftsschule/Erweiterte Realschule St. Ingbert I        | St. Ingbert   |             |
| Gemeinschaftsschule/Erweiterte Realschule St. Ingbert-Rohrbach | St. Ingbert   |             |
| Albertus-Magnus-Gymnasium, katholische Privatschule            | St. Ingbert   |             |
| Leibniz-Gymnasium                                              | St. Ingbert   | 945         |
| Berufliches Gymnasium St. Ingbert                              | St. Ingbert   |             |
|                                                                |               |             |

## Landkreis St. Wendel
| Name                                                       | Ort        | Schülerzahl |
| ---------------------------------------------------------- | ---------- | ----------- |
| Gemeinschaftsschule/Erweiterte Realschule Freisen          | Freisen    | 675         |
| Gemeinschaftsschule/Gesamtschule Nohfelden-Türkismühle     | Nohfelden  |             |
| Gemeinschaftsschule/Erweiterte Realschule Nonnweiler       | Nonnweiler |             |
| Gemeinschaftsschule/Erweiterte Realschule Namborn/Oberthal | Oberthal   |             |
| Gemeinschaftsschule/Erweiterte Realschule St. Wendel       | St. Wendel |             |
| Gemeinschaftsschule/Gesamtschule Marpingen                 | Marpingen  | ca. 910     |
| Gymnasium Wendalinum St. Wendel                            | St. Wendel |             |
| Arnold-Janssen-Gymnasium, katholische Privatschule         | St. Wendel | ca. 980     |
| Cusanus-Gymnasium St. Wendel                               | St. Wendel |             |
| Gemeinschaftsschule/Erweiterte Realschule Theley           | Theley     | ca. 740     |